# Guillaume II de Lynden
Pour les articles homonymes, voir Lynden (homonymie).
Guillaume II de Lynden (en néerl. Willem II van Lynden), seigneur de Lynden, Leede, Verhuizen (nl), Ingen, Ommeren, Oldenweert, Kesteren, etc. fut un noble du duché de Gueldre. Il est le fils de Floris Ier de Lynden et d'Agnes de Wachtendonck. Il fut tué en 1227 lors de la Bataille d'Ane.
Il partit en croisade en 1196, avec son beau-frère Guillaume, seigneur de Brederode , et d'autres chevaliers en Terre Sainte, d'où il revint en 1203. À son retour de croisade, apprenant que son père Florent de Lynden avait été tué par le seigneur de Buren, il prit les armes contre ce dernier. À défaut d'avoir pu le trouver en son château de Buren, il brûla le village d'Avezaath. Cette exaction menaça de dégénérer en conflit généralisé, les deux protagonistes ayant réussi à rassembler grand nombre de seigneurs de la région à leur cause respective. Pour éviter cela, l'évêque d'Utrecht et les Comtes de Hollande et de Gueldre jouèrent les médiateurs lors d'une journée de négociations au château de Horst.

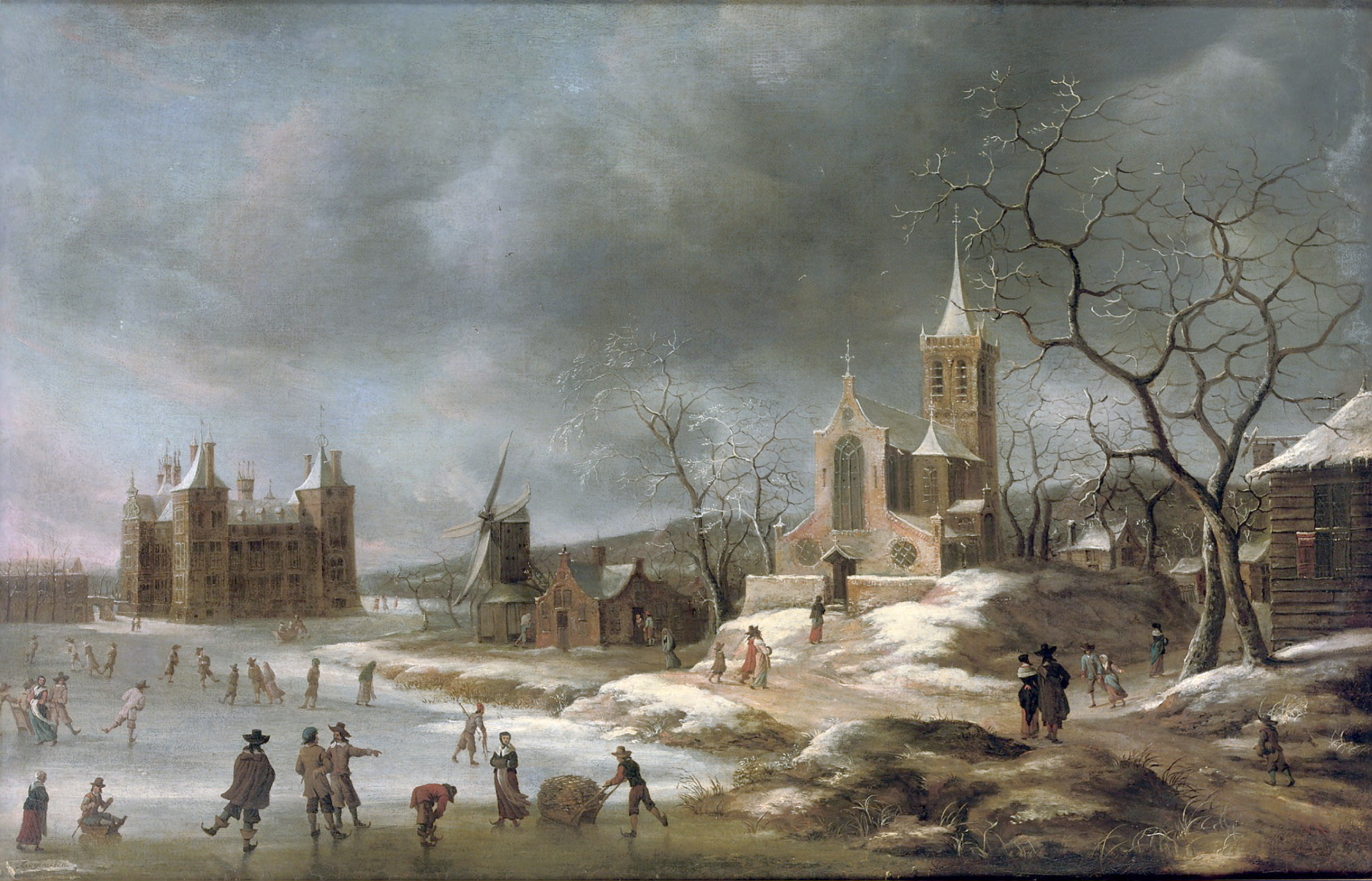
Le Château de Buren

Après le décès de sa femme Christine de Brederode en 1211, il repartit en Terre sainte lors de la Cinquième croisade avec son cousin l'évêque d'Utrecht Otto II de Lippe qui accompagnait l'Empereur Frédéric II du Saint-Empire. À leur retour, il utilisa sa très bonne réputation auprès du Comte Gérard III de Gueldre pour convaincre celui-ci de rendre les terres de Salland qu'il avait prises à l'évêque Otto de Lippe en leur absence.
Il fut tué en 1227 lors de la Bataille d'Ane, où il accompagnait l'évêque Otto II de Lippe ainsi que les Comtes de Hollande et le Comte Gérard III de Gueldre. Son fils Florent II de Lynden fut fait prisonnier.
Guillaume II de Lynden fut inhumé dans l'abbaye Saint Paul d'Utrecht (nl).
Il épousa dans sa 31e année, en 1196, à La Haye, Christina, fille de Guillaume, seigneur de Brederode et de Margriet, fille du comte van der Lippe, décédée en 1210. Elle lui a donné 7 enfants.
Son frère, Arnoud de Lynden, est chevalier de l'ordre de Saint-Jean de Jérusalem, mort à Nice en 1190.